# Bielawa
Bielawa (německy Langenbielau', česky zastarale Bělava) je město v jihozápadním Polsku v Dolnoslezském vojvodství v okrese Dzierżoniów. Leží v podhůří Sovích hor, přibližně 17 kilometrů od českých hranic. V roce 2023 zde žilo 28 027 obyvatel.
Město tvoří samostatnou městskou gminu.

## Název
První zdokumentovaná podoba názvu města (Bela) pochází z roku 1288 a vychází ze slovanského názvu pro Bělou. To je rovněž doloženo i v zápisu z roku 1379 (zur Bele). Od 15. století se začíná něobjevovat poněmčená podoba názvu, tedy Belau nebo Bielau. V 16. století se ustálila další část názvu města, a to německá předpona lang- (od té doby tedy nesla Bielawa název Langenbilav (1665), či také Langenbielau (1758)). V místních nářečích však z praktických důvodů figuroval kratší název Biele.[zdroj?]
Současný název Bielawa byl zaveden po roce 1945 polskými úřady, pouze s přihlédnutím na historický vývoj názvu města.[zdroj?]

## Historie

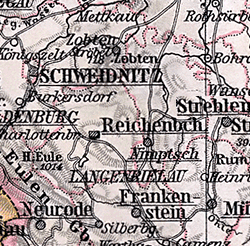
Bielawa na historické mapě z roku 1905 (pod názvem Langenbielau)

Bielawa vznikla v pásu území na východním okraji Sovích hor, který byl osidlován od první poloviny 13. století Zpočátku zde vznikaly lesní lánové vsi zalkládané podle německého práva, jejichž střediskem byl Dzierżoniów. První písemná zmínka o městě pochází z roku 1288, kdy vratislavský kníže Jindřich IV. věnoval mimo jiné 48 lén v „Bielawě“ vratislavské kapitule sv. Kříže. Od roku 1290/91 náleželo město k nově vzniklému svídnickému knížectví. Pro svou značnou rozlohu bylo již roku 1305 rozděleno na Horní a Dolní Bielawu.
Po smrti knížete Bolka II. v roce 1368 přešlo město spolu s územím svídnického knížectví dědickým právem na českého krále Václava IV., syna královny Anny Svídnické. Bolkova manželka Anežka Habsburská však měla doživotní požívací právo k tomuto území. Světskou část Bielawy propůjčila rytířským držitelům, jejichž následovníci získali i soudní pravomoc a další privilegia nad celou vsí. Po několika změnách držitelů připadl světská část roku 1535 šlechtickému rodu von Netzů, který zde vystavěl zámek.

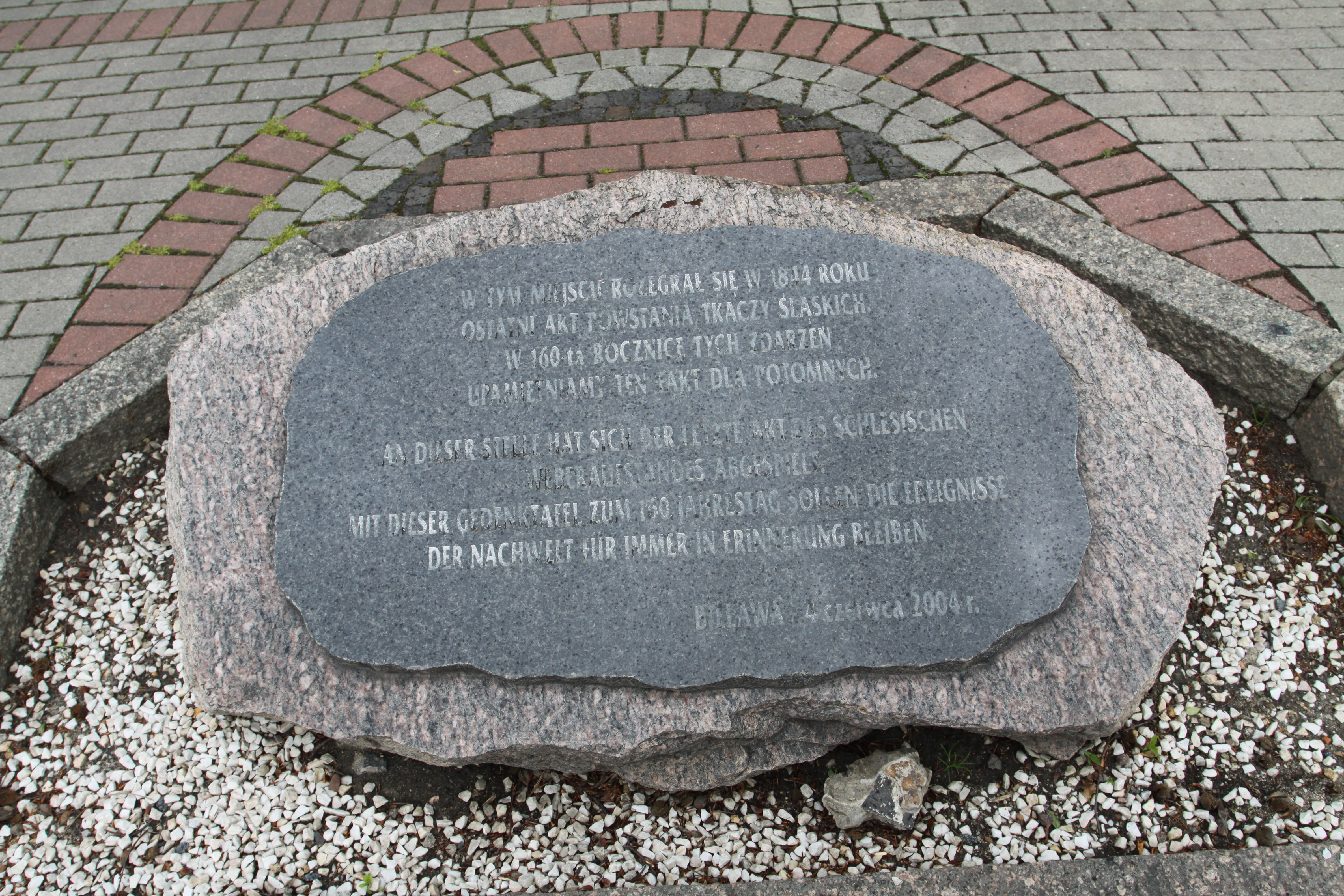
Památník Slezského povstání tkalců z roku 1806

Od 16. století nabyla na hospodářském významu zdejší tkalcovská výroba. Protože domácí tkalci pracovali levněji než řemeslníci sdružení v cechu, žádali zdejší a svídničtí tkalci českého panovníka o zásah, který nebyl úspěšný – domácí tkalce z Bielawy, Pieszyc a Pilawy podporovali jejich vrchnostenští páni. Po třicetileté válce, kdy zdejší tkalci neměli dost zakázek, hromadně přesidlovali do Bielawy a do okolních vesnic. Dzierżoniów tak přišel o své postavení hlavního střediska tkalcovství, které převzala právě Bielawa, jež tak byla od počátku 17. století označována jako „Langenbielau“ (Dlouhé Bielau).
V roce 1672 vyměnili rod von Netz město s Adamem Bohuslavem Sendražským za vsi Ostroszowice a Owiesno. V letech 1713 a 1714 řádil v Bielawě mor, který vedl ke snížení obyvatelstva ve městě.
Po válkách o rakouské dědictví připadla Bielawa roku 1742 spolu s většinou Slezska Prusku. Následně byl Jan Ferdinand Sendražský pruským králem Fridrichem II. povýšen do hraběcího stavu. a v roce 1758 odkoupil i část dříve patřící kapitule, čímž se obě části města spojily. 1765 následně získal titul dědičného zemského maršálka Slezska. Jeho synové Fridrich Vilém Ferdinand Gottlob a Jan Karel Gottlob založili roku 1778 bielawský majorát, k němuž náleželo několik okolních obcí.
Od počátku 18. století se Bielawa stala centrem výroby bavlněného plátna. K roku 1800 je zde doloženo 282 tkalců a 372 tkalcovských stavů. Negativně zasáhla místní hospodářství tzv. kontinentální blokáda z roku 1805, i přesto se však lokální textilní závody Dierig, založené roku 1805, rozvinuly v největší textilní podnik ve Slezsku s téměř 6 500 zaměstnanci. Po správní reformě Pruska roku z roku 1816 připadla Bielawa do nově zřízeného okresu Dzierżoniów, ke kterému náležela až do roku 1945. 
Kvůli neutěšeným pracovním podmínkám zdejších tkalců došlo ve dnech 3–6. června 1844 k tkalcovskému povstání v sousedních Pieszycích, které se postupně rozšířilo i do Bielawy. 5. června díky vyhrocené situaci do oblasti vtrhlo vojsko. Když se rozhořčení tkalci navzdory výzvám nerozešli, nechal velící důstojník střílet do davu. Zabito bylo 11 osob (včetně jedné ženy), dalších 24 jich bylo těžce zraněno. Povstání následně ztvárnil např. spisovatel Heinrich Heine v díle Slezští Tkalci, nebo dramatik Gerhart Hauptmann v divadelní hře Tkalci.

### Vývoj po roce 1845
V roce 1845 se město administrativně členilo na tyto části:
- Ober-Langenbielau (Horní Bielawa)
- Mittel-Langenbielau (Střední Bielawa)
- Nieder-Langenbielau (Dolní Bielawa)
- Neubielau (Nová Bielawa)
- Bielawský velkostatek

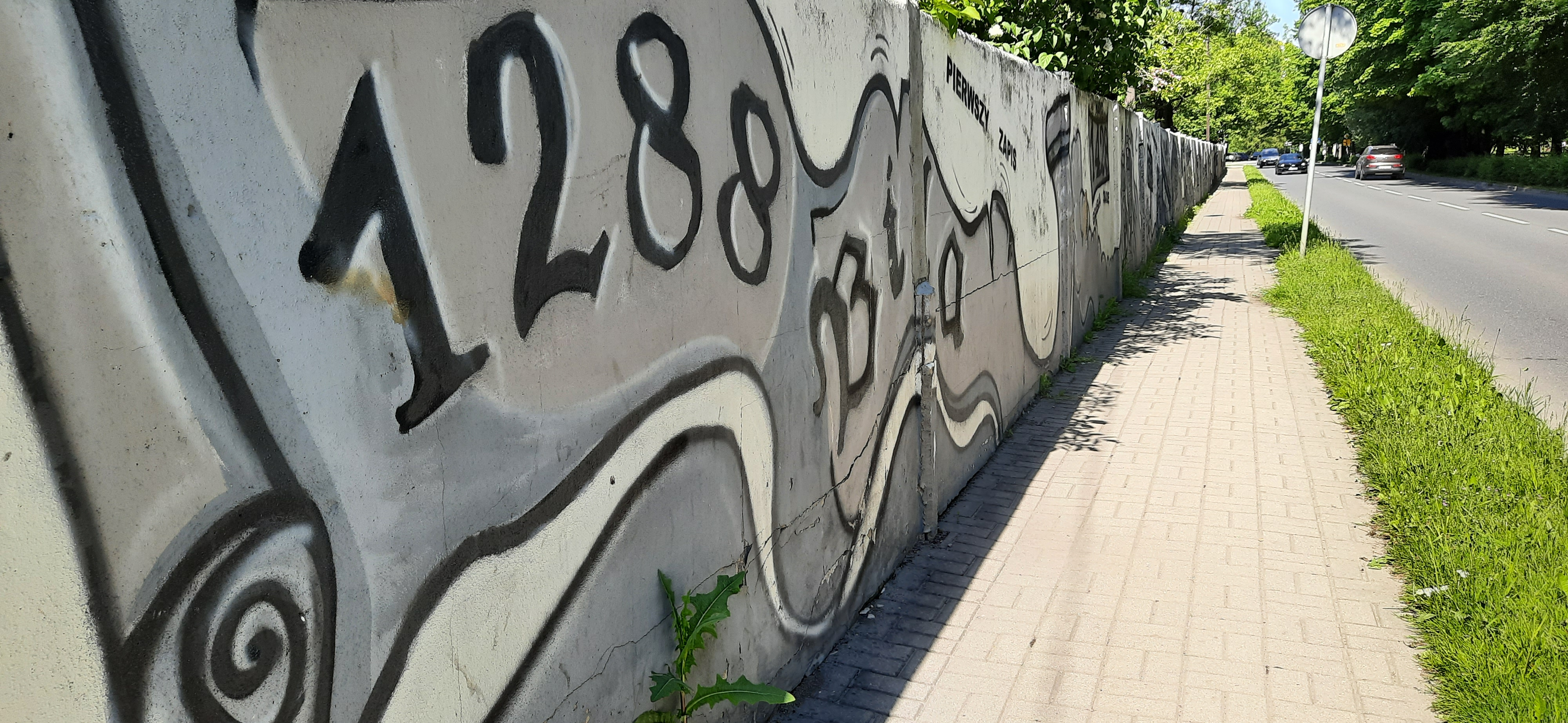
Historický mural s rokem 1288 – rok první písemné zmínky o městě

V roce 1874 byl ustaven úřední obvod Bielawa, tvořený výše uvedenými částmi. Po smrti majitele panství Jana Sendražského připadl jeho majetek synovci Ernstu Juliovi von Seidlitzovi, který byl 24. června 1891 v Novém paláci v Postupimi povýšen na hraběte. Téhož roku byla otevřena železniční trať z Dzierżonowa a roku 1900 získalo město spojení i na tzv. Soví dráze, která vedla přes Soví hory do Radkówa. Ve stejném roce zde byla založena Pruská odborná škola textilního průmyslu. Od roku 1874 se Bielawa neúspěšně pokoušela získat městská práva, která získala až v roce 1924.
Roku 1930 zakoupilo město zdejší zámek, který sloužil jako školní a úřední budova. Kolem roku 1930 byly ve městě dvě přádelny, přibližně 30 textilních továren, 18 barvíren a další provozy textilního průmyslu. Roku 1939 zde žilo 19 924 obyvatel. Během druhé světové války zde od roku 1940 existovaly dva pobočné tábory koncentračního tábora Gross Rosen, které byly osvobozeny až na konci války. Na jaře 1945 byla Bielawa obsazena Rudou armádou, v důsledku poválečného dělení následně připadlo spolu s většinou Slezska Polsku a následně bylo přejmenováno na svůj stávající název. Německé obyvatelstvo bylo, neuprchlo-li předem, z velké části vysídleno, noví osadníci pocházeli zčásti z východních oblastí Polska, které připadly Sovětskému svazu.
V letech 1975–1998 náležela Bielawa k Valbřišskému vojvodství. Roku 1977 bylo z Bielawy zrušeno železniční spojení do Srebrne Góry, která bylo nahrazeno autobusovou dopravou. K částečné obnově trati na opačný směr do Dzierżonowa došlo v roce 2021.

## Obyvatelstvo
| Rok            | 1870   | 1939   | 1946   | 1950   | 1955   | 1960   | 1965   | 1970   | 1975   | 1980   | 1985   | 1990   | 1992   | 1997   | 2002   | 2007   | 2012   | 2017   | 2021   |
| -------------- | ------ | ------ | ------ | ------ | ------ | ------ | ------ | ------ | ------ | ------ | ------ | ------ | ------ | ------ | ------ | ------ | ------ | ------ | ------ |
| Počet obyvatel | 12 000 | 20 116 | 17 269 | 22 367 | 25 520 | 28 090 | 30 869 | 31 051 | 32 328 | 32 309 | 33 983 | 34 344 | 34 581 | 34 008 | 31 787 | 31 106 | 31 480 | 30 207 | 29 232 |

## Hospodářství
Geografická poloha Bielawy v jihozápadní části Polska znamená, že nejbližšimi většími městy jsou Praha (asi 250 km) nebo Vídeň (asi 360 km), hlavní město Varšava je vzdáleno více než 400 km. Vzdálenost do Vratislavi, kde se nachází nejbližší letiště, činí přibližně 67 km. Nejbližší hraniční přechod s Českou republikou v Tłumaczówě je vzdálen asi 30 km, přechod v Kudowě-Zdróji 85 km. Na úpatí Łysej Góry prochází městem obchvat zprovozněný v roce 2006, který je součástí vojvodské silnice č. 384, spojující Vratislav, Nowou Rudu a Tłumaczów. V regionu působí městská autobusová doprava, která obsluhuje 13 okolních obcí s přibližně 100 000 obyvateli.
Rozvoji města napomáhá jeho specifické umístění v tzv. trojúhelníku měst, dále tvořený Dzierżoniówem a Pieszycemi. Tato poloha umožňuje koordinaci nadmístních funkcí v oblasti dopravy, školství a kultury. Vzájemné propojení zvyšuje hospodářský potenciál regionu a podporuje rozvoj sektoru služeb v rámci gminy.
Největšími místními podniky jsou Lincoln Electric Bester, výrobce svářecích zařízení, a Ace Rico, výrobce polotovarů mimo jiné pro společnosti LG, Samsung a Dell. V blízké historii v Bielawě působily textilní podniky Bielbaw a Bieltex, které však vyhlásily úpadek. Ve svém vrcholném období zaměstnávaly až 10 000 pracovníků. V Bielawě rovněž působí několik desítek středních podniků, specializujících se na stavebnictví, kamenictví, elektroniku, výrobu oken, nábytku, řeziva, brýlových obrub, štětců a kartáčů.

## Památky

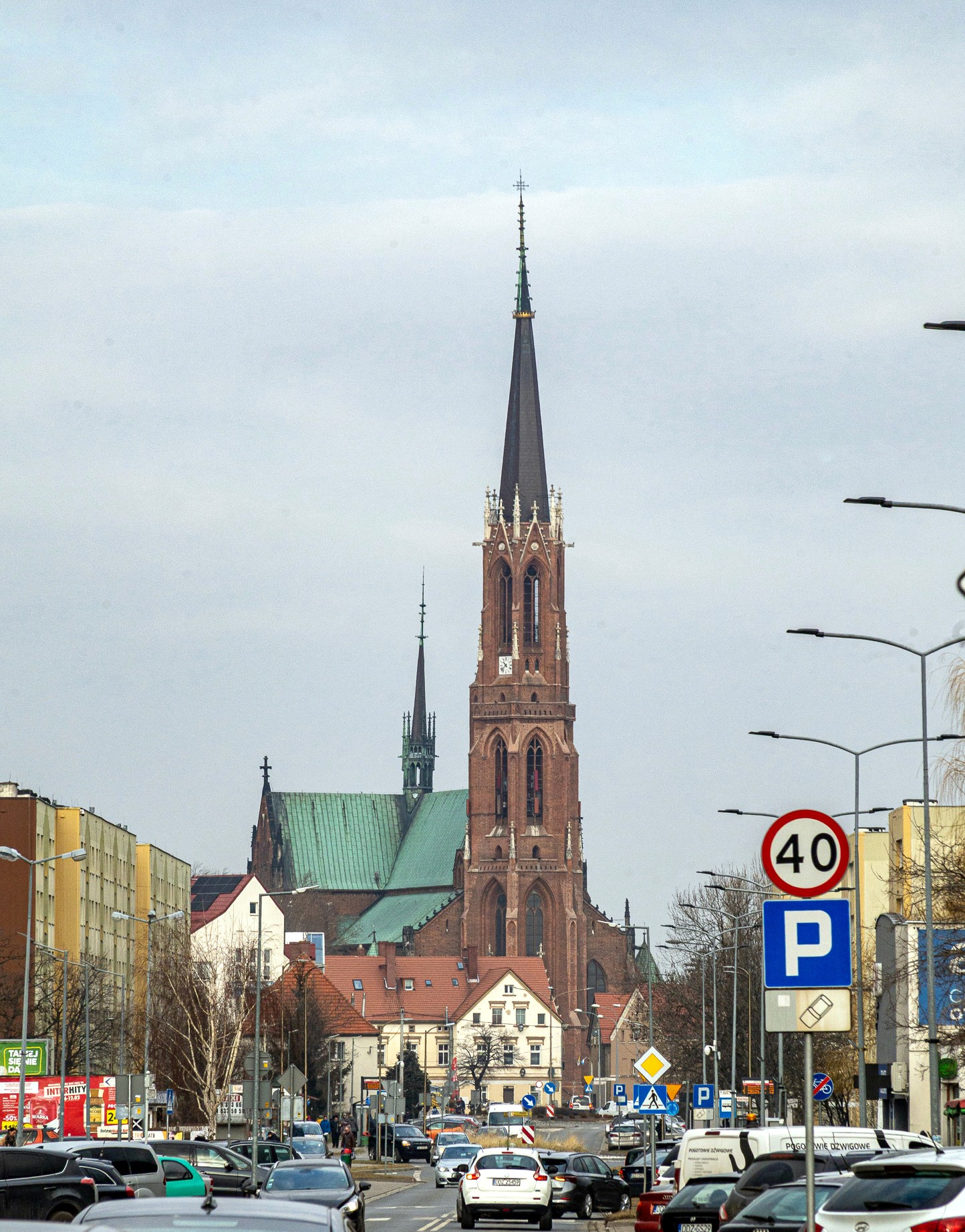
Kostel Nanebevzetí Panny Marie se 101 m vysokou věží

V Bielawě se nachází několik historických objektů. V samotném centru města stojí novogotický kostel Nanebevzetí Panny Marie z 19. století se 101 metrů vysokou věží, která je tak třetí nejvyšší v Polsku. Mezi další významné stavby patří pozdně renesanční zámek, původně vybudovaný jako opevněné panské sídlo, kostel Božího Těla z roku 1743 a několik barokních domů z 18. století, které byly restaurovány v 19. a na počátku 20. století. Ve městě se rovněž nachází několik středověkých smírčích křížů.

## Osobnosti
- Jeremiah Dencke (1725–1795) – hudební skladatel
- Georg Muschner (1885–1971) – kameraman
- Horst Weigang (1940–2024) – východoněmecký fotbalista
- Eleni Tzoka (* 1956) – zpěvačka řeckého původu
- Aleksandra Kwasinieska (* 1978) – zpěvačka
- Jarosław Kuźniar (* 1978) – televizní a rozhlasový moderátor
- Jarosław Jach (* 1994) – fotbalista

## Partnerská města
- Ciechanów, Polsko
- Hronov, Česko
- Chatham-Kent, Kanada
- Kostelec nad Orlicí, Česko
- Lingen (Ems), Německo

## Galerie

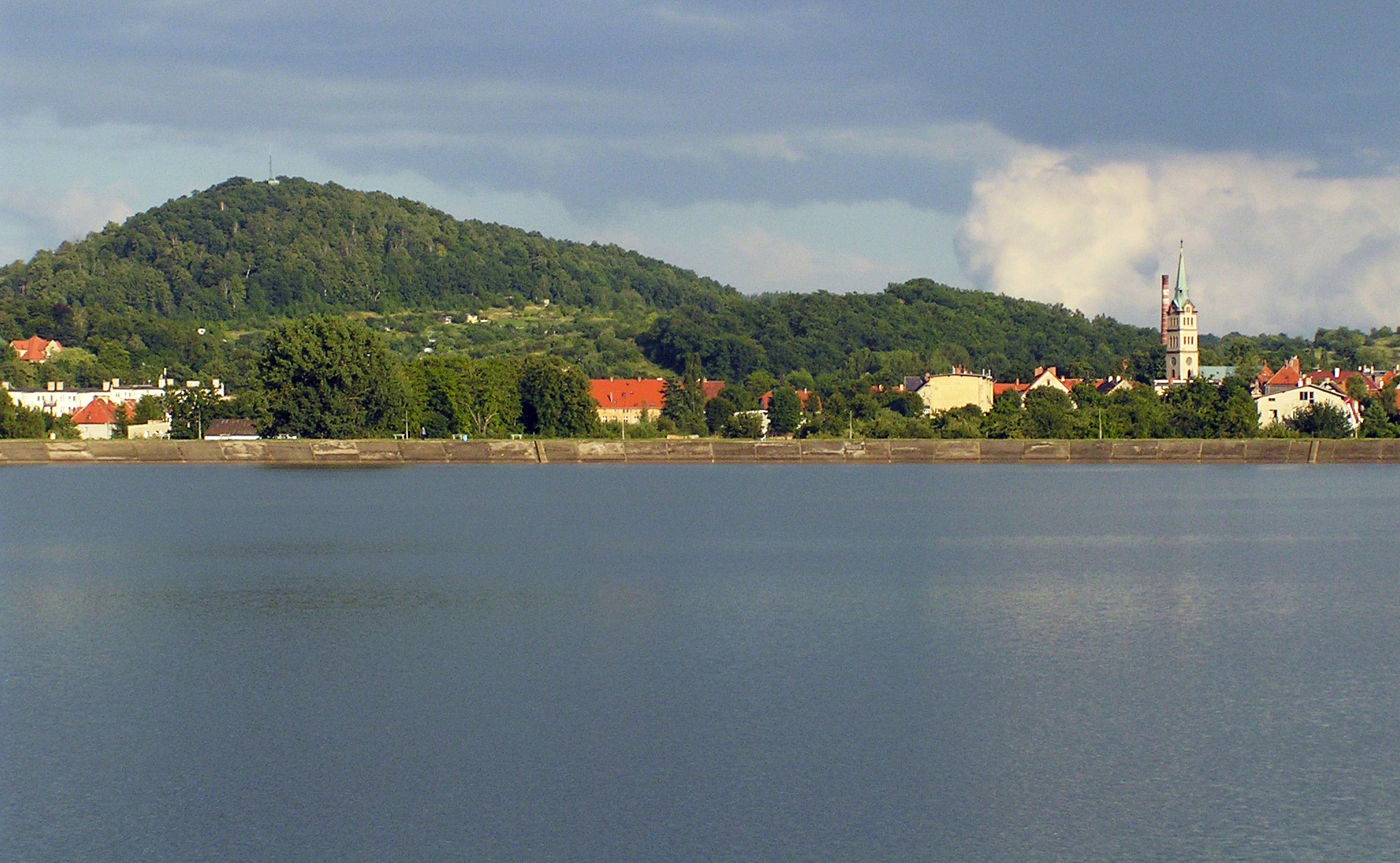
Parkowa Góra s Bielawským jezerem v popředí
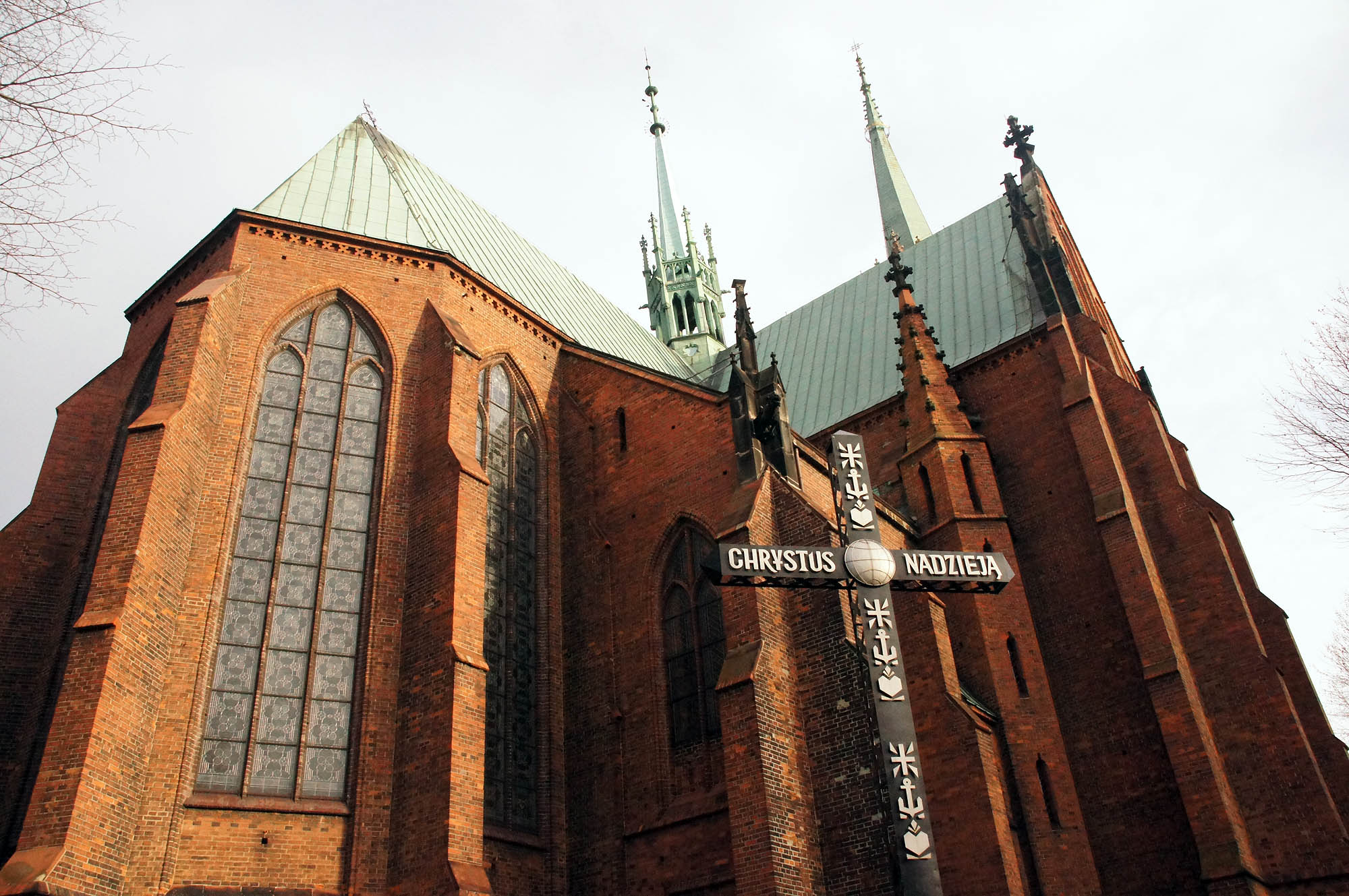
Kostel Nanebevzetí Panny Marie
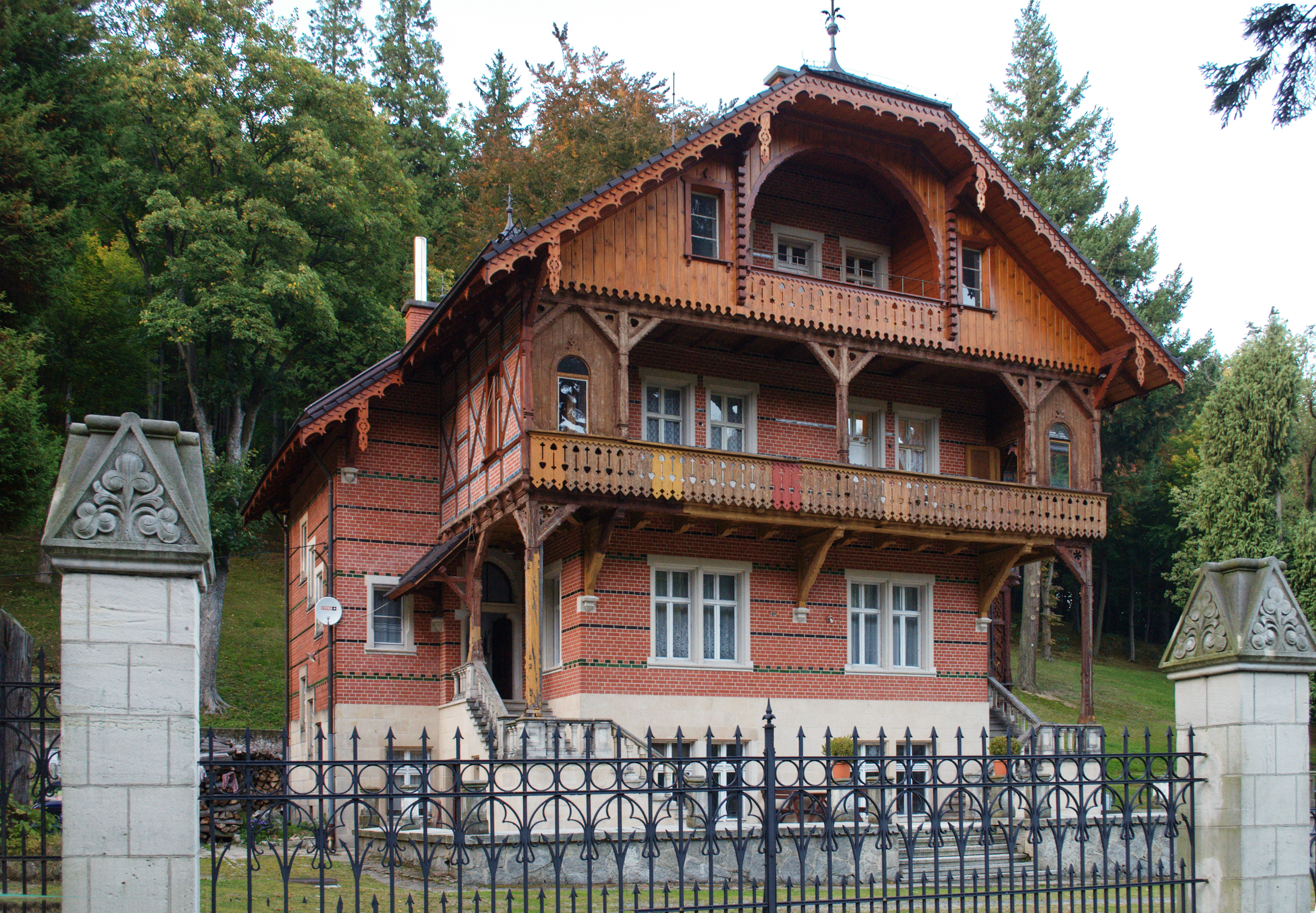
Penzion Leśny Dworek (vila Dieriga Waldhause)
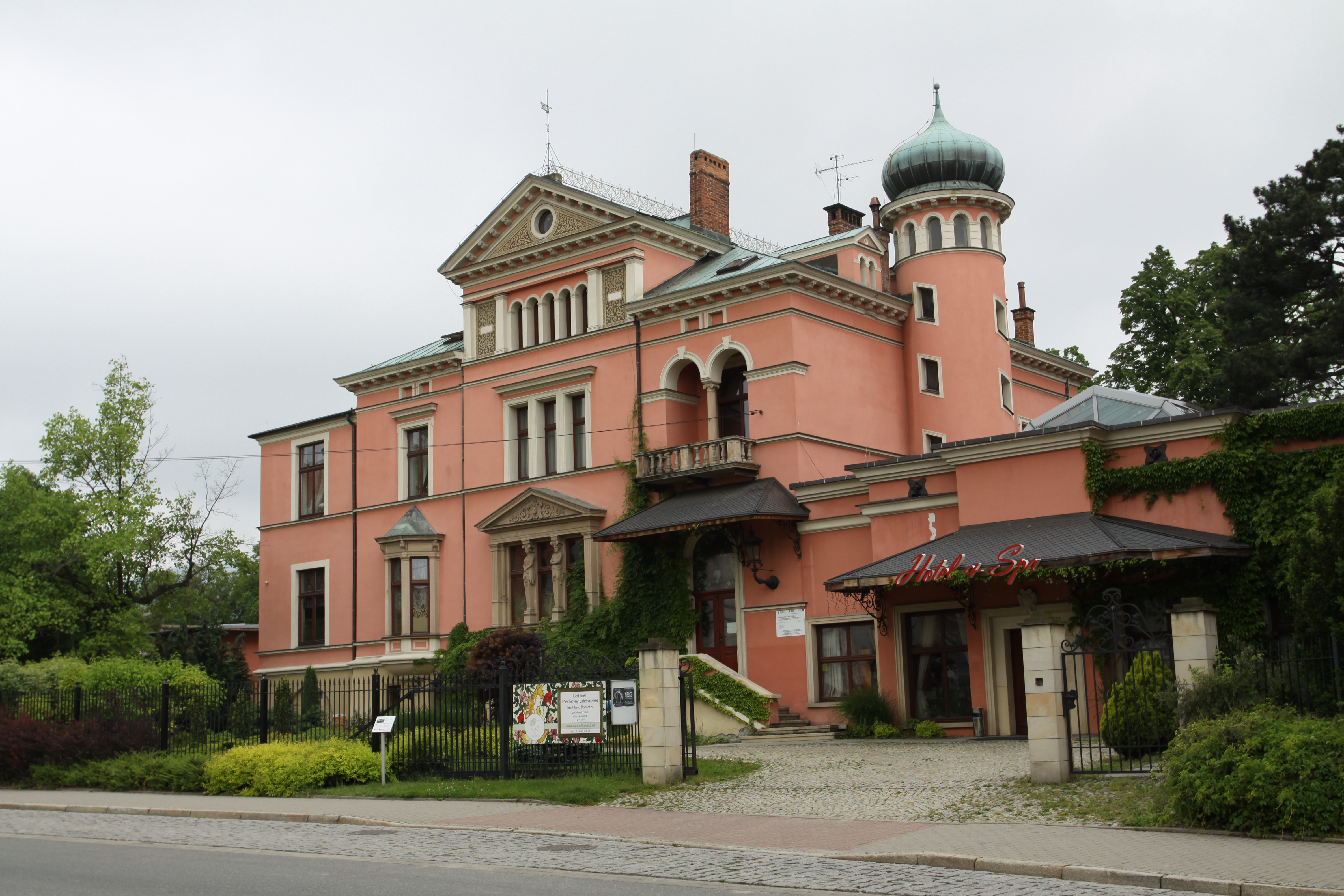
Renesanční zámeček
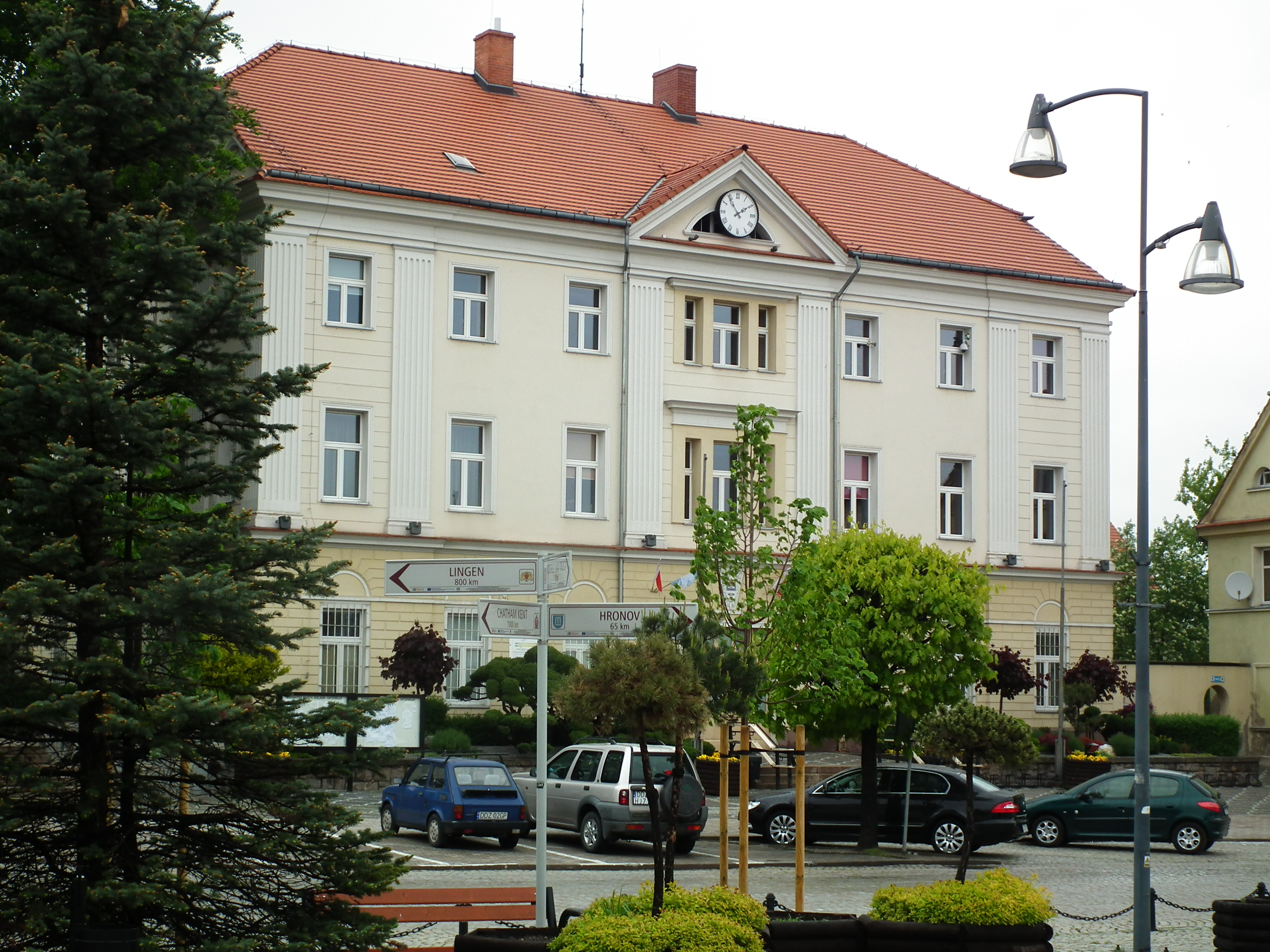
Radnice
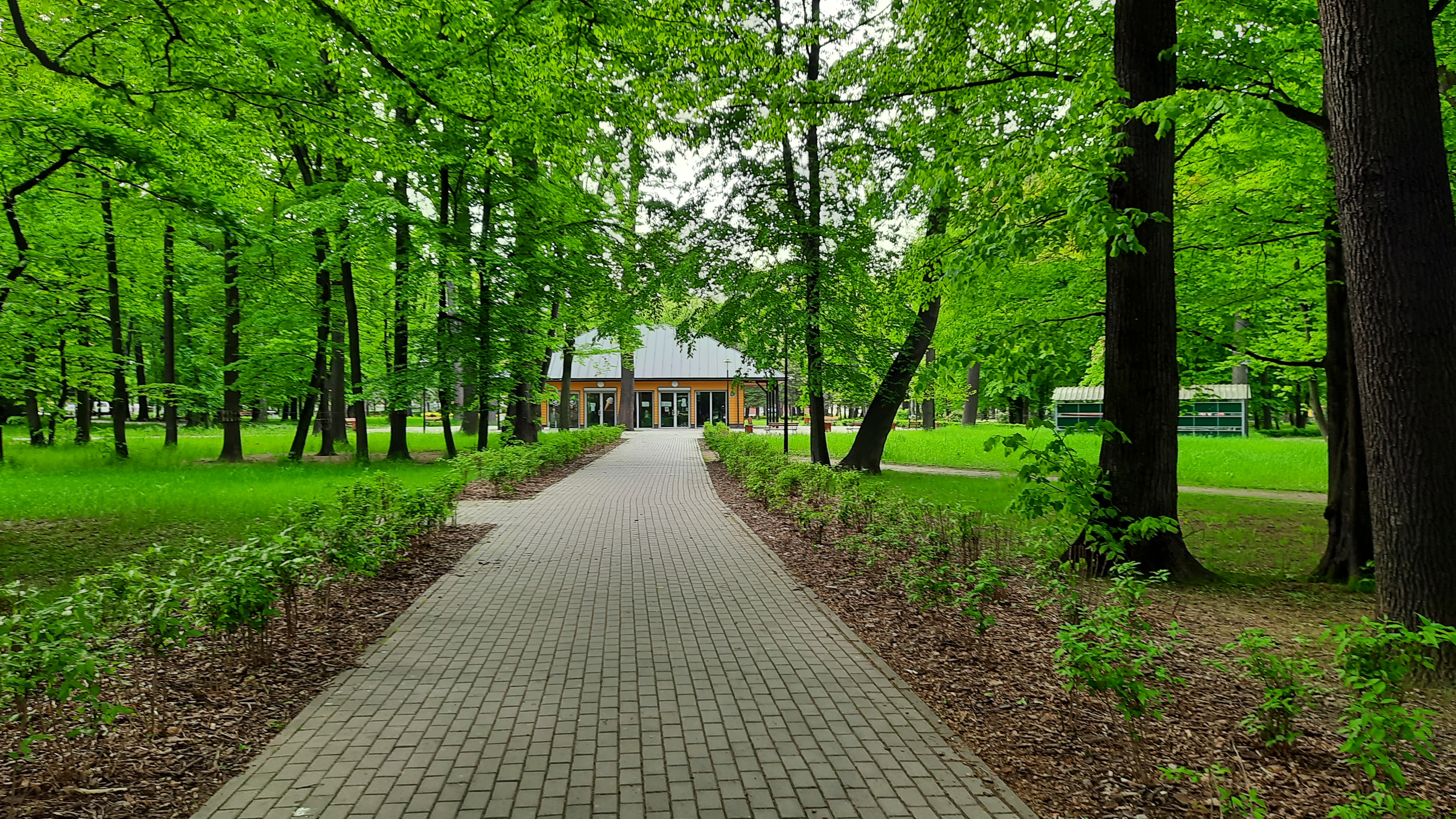
Městský park
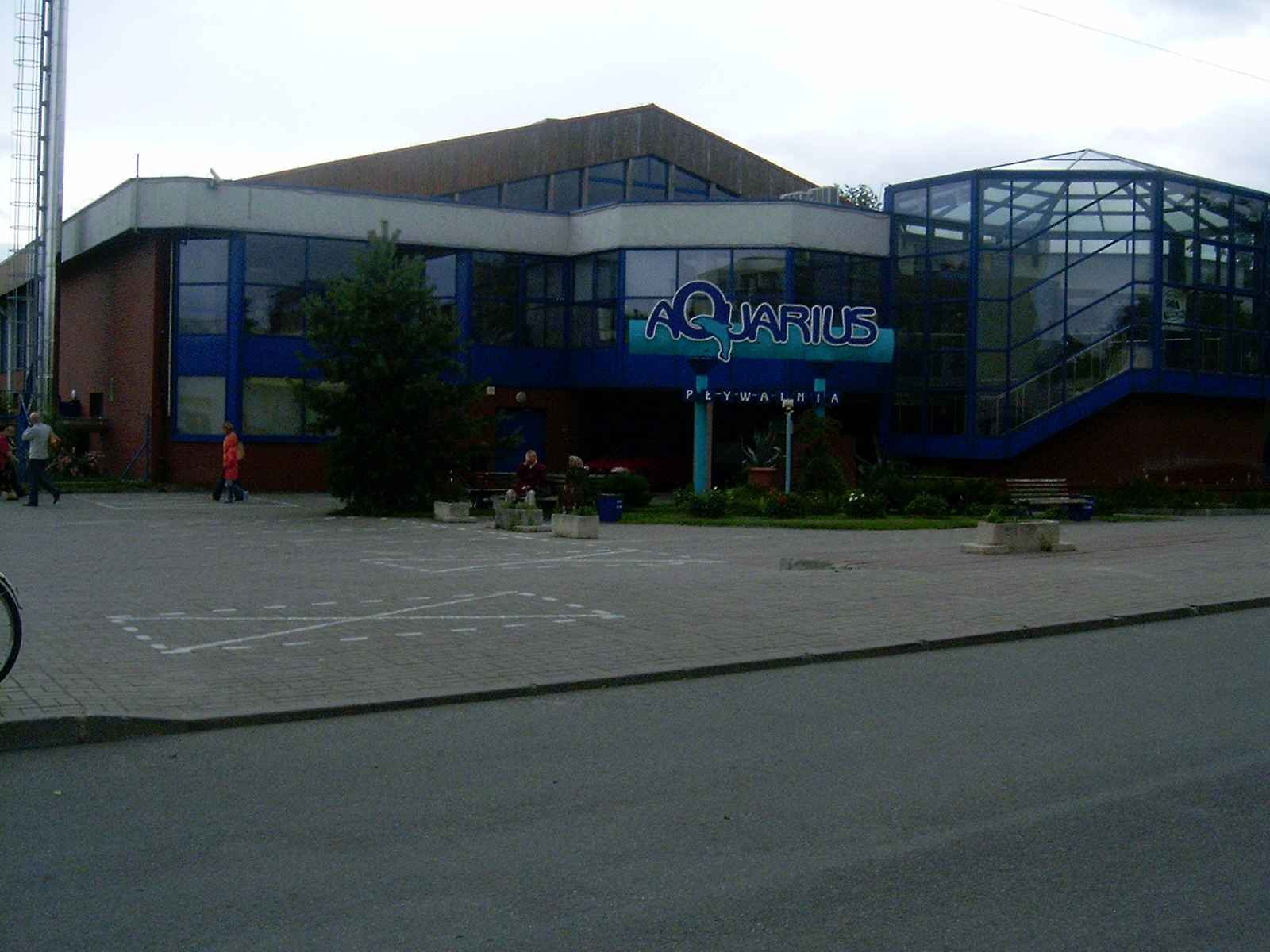
Vodní centrum Aquarius
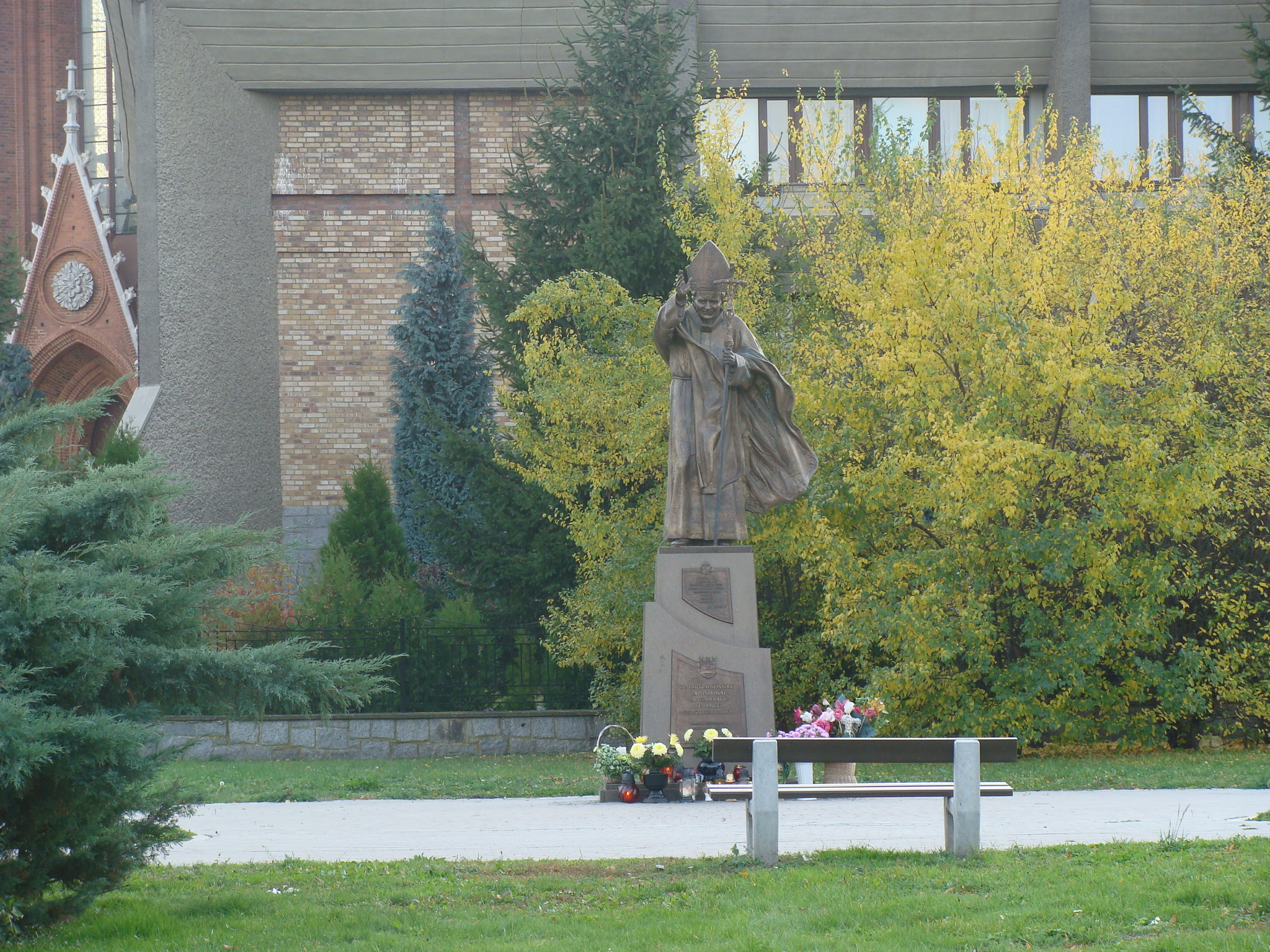
Pomník papeže Jana Pavla II.
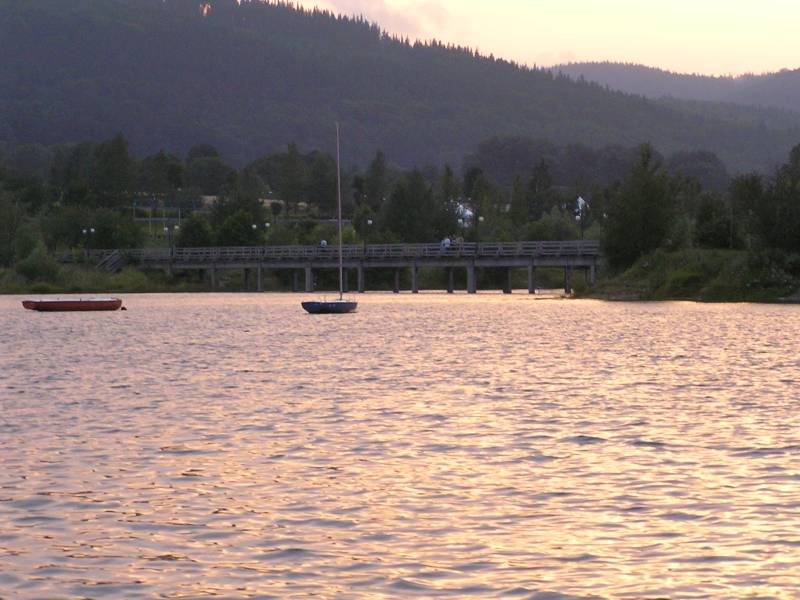
Hladina jezera Bielawa